# Sněhomilka

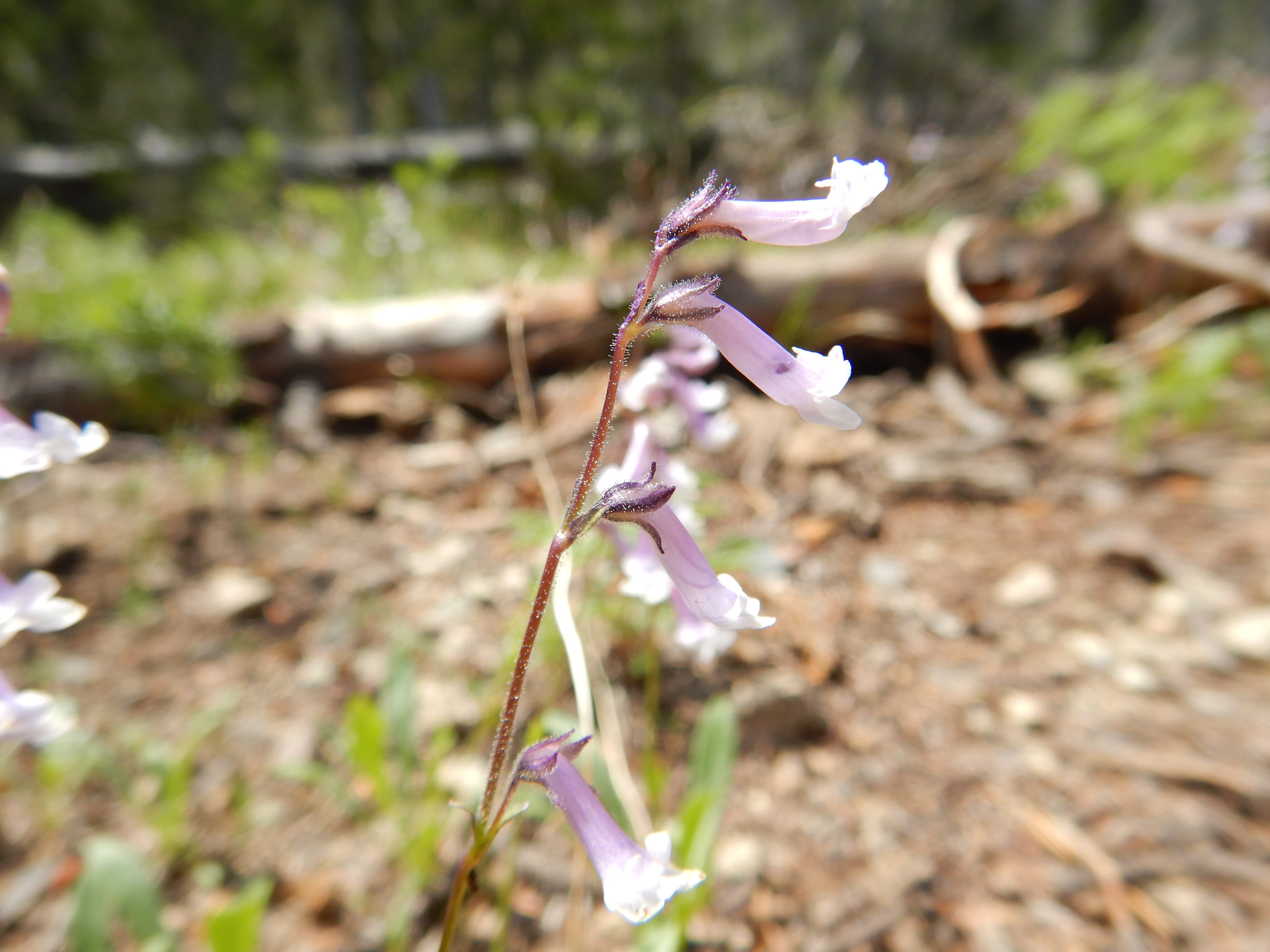
Květenství Chionophila tweedyi

Sněhomilka (Chionophila) je rod rostlin z čeledi jitrocelovité, rozšířený ve dvou druzích výhradně ve Skalistých horách. Jsou to drobné, vytrvalé byliny s přízemní růžicí listů a trubkovitými, dvoupyskými květy v hroznovitém květenství. Rostou v alpínské a subalpínské vegetaci nebo v lesích při horní hranici lesa. Jako skalničky se pěstují spíše výjimečně.

## Popis
Sněhomilky jsou drobné vytrvalé byliny s bylinnou až polodřevnatou stonkovou bází, dorůstající výšky 5 až 20 cm. Lodyha je vzpřímená, čtyřhranná, lysá nebo pýřitá, olistěná. Listy jsou vstřícné, řapíkaté, čárkovitě kopinaté, celokrajné, uspořádané v přízemní růžici. Lodyžní listy jsou menší mež přízemní, horní někdy střídavé. Květy jsou oboupohlavné, uspořádané v jednoduchých, vrcholových, klasovitých hroznech. Kalich je nálevkovitý až válcovitý, pravidelný, zakončený 5 tupými laloky. Koruna je zelenavě bílá nebo nafialovělá, dvoustranně souměrná, trubkovitá, na konci lehce rozšířená a zakončená dvoupyským lemem, bez ostruhy. Horní pysk je vzpřímený a lehce dvoulaločný, spodní krátce trojlaločný. Andreceum je složeno ze 4 fertilních, dvojmocných tyčinek a krátkého sterilního staminodia. Nitky tyčinek jsou přirostlé ve spodní části korunní trubky. Semeník je srostlý ze 2 plodolistů a se stejným počtem komůrek. Čnělka je nitkovitá, zakončená drobnou, hlavatou, nečleněnou bliznou. Plodem je podlouhlá tobolka, obklopená vytrvalými zbytky okvětí. Tobolka puká dvěma chlopněmi a obsahuje 10 až 20 poměrně velkých, křídlatých semen.

## Rozšíření
Rod zahrnuje dva druhy, rozšířené jako endemity ve Skalistých horách v USA. Chionophila jamesii se vyskytuje ve středové části pohoří v oblasti od Medicine Bow Mountains ve středojižním Wyomingu přes Colorado po okres Taos na středoseveru Nového Mexika. Chionophila tweedyi roste severněji, v oblasti od jihozápadní Montany po střední Idaho. Areály obou druhů se nikde nepřekrývají. Rostliny rostou na alpínských loukách nad horní hranicí lesa.
Chionophila jamesii roste na vlhkých alpínských loukách, subalpínských rašeliništích a suťoviskách v nadmořských výškách 3300 až 4100 metrů.
Chionophila tweedyi se vyskytuje při horní hranici lesa na žulových podkladech, nejčastěji v podrostu otevřených porostů borovice bělokmenné (Pinus albicaulis) nebo v subalpínských modřínových lesích, také na alpínských loukách a skalních výchozech.

## Ekologické interakce
Květy sněhomilek opylují různé druhy čmeláků.

## Taxonomie
Rod Chionophila je v rámci čeledi Plantaginaceae řazen do tribu Cheloneae. V minulosti byl součástí čeledi Scrophulariaceae. Mezi blízce příbuzné rody náležejí dle výsledků fylogenetických studií rody Chelone, Nothochelone a Penstemon.
Typovým druhem je Chionophila jamesii, popsaný George Benthamem v roce 1846. 
Druh Ch. tweedyi byl poprvé popsán v roce 1890 jako Penstemon tweedyi, do rodu Chionophila  byl přeřazen v roce 1900.

## Význam
Sněhomilky se jako skalničky běžně nepěstují a nejsou ani uváděny ze sbírek žádné české botanické zahrady. Druh Chionophila  jamesii je možno pěstovat v alpínkovém skleníku. Vyhovuje mu vlhko, polostín a humózní, štěrkovitá půda. Množí se jarním výsevem semen, dělením nebo jarním řízkováním.